# 시카타정
시카타정(志方町)은 효고현  가코가와시 북서부의 지역이다. 

## 시카타정 정보
- 자치체 이름 : 시카타초
- 한자:志方町
- 히라가나: しかたちょう
- 지방 : 긴키지방
- 인구 : 10,888명
- (2013년 2월 1일 현재)
- 가구수 : 3,817가구
- 인구밀도 : 276.63명
- 가코가와 시청 시카타초 시민 센터
- 북위 34도 49분 16.5초 동경 134도 49분 9.6초

## 개요
효고현 하리마 지방의 남동부 가코가와 시 북서쪽에 위치하고 하리마 임해 공업 지대의 안방으로 불리고 있으며 산으로 둘러싸인 곳에 있다. 인구는 약 1만 1000명이며 해마다 인구가 감소하고 있다.
가코가와시의 마을 이름 중에서는 가장 면적이 넓다.

## 역사
효고현 인나미군에 속했던 정이다. 현재는 효고현 가코가와시에 편입해 시카타초에 해당한다.
- 1954년 8월 1일 - 시카타촌, 히가시시카타촌, 니시시카타촌이 합병해 시카타정이 성립하였다.
- 1979년 2월 1일 - 가코가와시에 편입해 소멸하였다..